# Steven van der Hagen
Steven van der Hagen (Amersfoort, 1563 – 1621), ook Haghen of Verhagen genoemd, was de eerste admiraal van de Vereenigde Oostindische Compagnie (VOC). Hij was driemaal en in totaal zes jaar in Oost-Indië. Hij werd benoemd als Raad van Indië en diende onder de gouverneurs-generaal Gerard Reynst, Laurens Reael en Jan Pieterszoon Coen (nov. 1614 - okt. 1619). 
Van der Hagen was een van de weinigen die protesteerde tegen het harde beleid van de bewindhebbers, die uit waren op een monopolie en de levering van kruidnagelen, daarbij de Spanjaarden, Portugezen, Engelsen of Aziatische handelaren zo veel mogelijk dwarszittend. Laurens Reael en Steven van der Hagen schreven met afkeuring over de meedogenloze manier waarop de Heren XVII met de belangen en het recht van de Molukse bevolking omsprongen. Van der Hagen was van mening dat de VOC in plaats van de Aziatische schepen met geweld te weren er beter aan zou doen hen door verruiming van de eigen aanvoer uit de markt te concurreren. Reael zette zich in voor hogere prijzen; Van der Hagen vreesde dat de Bandanezen anders het eiland zouden verlaten. In 1618 vroegen ze om ontslag.

## Biografie
Steven van der Hagen werd opgevoed door een zus van zijn vader, toen zijn ouders vanwege de opstand naar het zuiden vluchtten. Hij kreeg een opleiding met Latijn. Toen hij tien was ging hij bij zijn vader Andries van der Hagen in Brugge op bezoek. Samen trokken ze naar Ieper en Doornik om een baan te zoeken. In Doornik ging Steven in de leer bij een zijdehandelaar. Vervolgens keerde hij terug naar Ieper om zich verder te bekwamen bij zijn oom Willem van der Hagen.

### In Andalusië
Van der Hagen had op 12-jarige leeftijd een grote interesse voor Spanje en hij liep - zonder zijn oom op de hoogte te stellen - naar Calais om een schip te zoeken. De schipper hoorde dat hij niet uit Vlaanderen was en vroeg hem of hij was weggelopen. Hij raadde hem aan een vijftal Antwerpse kooplieden aan te spreken die per schip naar Spanje zouden reizen. Een van de kooplieden bood de jongen onder condities aan hem mee te nemen naar Sevilla. Van der Hagen  gebruikte voor de zekerheid niet zijn achternaam, zodat niemand er achter zou komen wie zijn oom was.

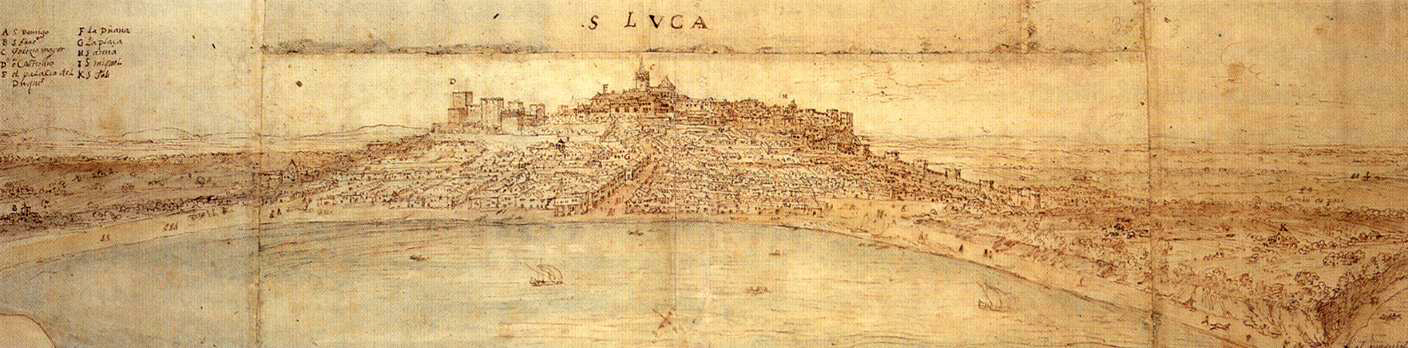
Panorama van Sanlucar door Antonie van Wijngaarden in 1567

Een paar dagen later liep hij zijn neef tegen het lijf. Die raadde hem aan naar huis te gaan, want men was al dagen naar hem op zoek. Steven weigerde resoluut, omdat zijn oom hem een pak slag had verkocht en vertelde dat hij naar Spanje zou gaan. In oktober vertrok het schip. Steven werd in de leer gedaan bij een lijnzaadverkoper in Sanlúcar, maar met een boosaardige vrouw. Steven hield het twee jaar vol, totdat hij voldoende Spaans sprak. In Sevilla kwam hij een van de kooplieden tegen die hem hadden meegenomen. Steven weigerde bij hem in dienst te treden en liep naar Jerez de la Frontera.
In Jerez ontmoette Van der Hagen Don Garcia d'Avila, die hem onderdak bood in zijn paleis. Steven zag stierengevechten op het marktplein en ruitergevechten op straat. In 1578 raakte Spanje in oorlog met Barbarije. Een aantal Hollandse schepen vocht mee, maar de zeelieden kwamen doodziek terug. Toen ze het sacrament kregen toegediend, fungeerde Van der Hagen als tolk. Vervolgens konden de schippers op gewijde grond worden begraven, wat anders niet mogelijk zou zijn geweest.
Van der Hagen ontmoette een schipper uit Medemblik en vroeg of hij kon meereizen terug naar Holland. Dat was geen probleem omdat veel leden van de bemanning inmiddels waren gestorven aan buikloop. Het schip werd geladen met zout en voer in konvooi terug. In Holland aangekomen reisde hij naar Amersfoort en hoorde dat zijn moeder gestorven en zijn vader hertrouwd was. Met het geld dat hij erfde, reisde hij naar Italië. In 1587 raakte het schip waarop hij zou terugreizen in handen van Francis Drake, die een aanval deed op Cádiz. In 1589 trouwde hij voor de schepenen met Stephania van der Made in Amsterdam. Het kerkelijk huwelijk vond enkele maanden later plaats in Utrecht.

### Op zee
- Koopman en pionier van de zogenaamde Straatvaart, via de Straat van Gibraltar, door Noord-Nederlandse reders (1585 - 1593). Van Steven van der Hagen is bekend, dat hij namens zijn Hoornse opdrachtgever reeds in 1587 met zijn verlengde schip van 120 last, ofwel 240 ton door de “straat” voer. Door deze verlenging was het niet alleen mogelijk een grotere last graan te verschepen, maar ook langere eenheden, zoals scheepsmasten.[3]
- Via de Hoornse reders kwam Van der Hagen in contact met Amsterdamse kooplieden, en in hun dienst zette hij zijn reizen naar de Middellandse Zee voort. Hij haalde onder andere in Spanje in beslag genomen schepen terug. Zijn kennis van het Spaans maakte hem geschikt als onderhandelaar. Samen met enkele Amsterdammers dreef hij ook een eigen handelsonderneming.[4]
- Koopman op twee schepen naar de Golf van Guinee (juli 1597 - maart 1598).

### De Derde Schipvaart

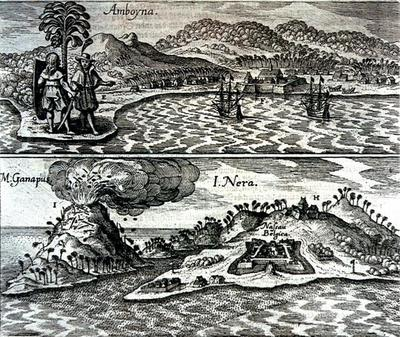
VOC-handelsposten op het vulkanische Ambon en Banda Neira (1655) met de nog steeds werkende Gunung Api (658m), het eiland in zwaveldamp hullend.

Nog voordat Jacob van Neck met de Tweede Schipvaart teruggekeerd was stuurde de Oude Compagnie al drie nieuwe schepen uit: de Zon, de Maan en het jacht de Morgenster. Van der Hagen werd aangesteld als admiraal. Op 6 april 1599 vertrokken de schepen van Texel. Onderweg had men veel last van scheurbuik, die 'dapper in de vloot begon te regeeren'. Op de lange reis werden de eilanden Corisco en Annobon in de Golf van Guinee, en later Madagaskar en Sumatra aangedaan. Pas op 13 maart 1600 kwamen de schepen aan bij Bantam. De peper bleek er echter erg duur te zijn, zodat Van der Hagen met de Zon naar Ambon doorvoer, terwijl de Maan en de Morgenster naar Banda gingen. Op Ambon waren slechts wat oude voorraden kruidnagels te koop. Voorlopig zou er geen nieuwe oogst zijn. De Ambonezen op het noordelijke deel van Ambon, Hitoe, haalden Van der Hagen over om te proberen de Portugezen te verdrijven van het zuidelijke deel, Leitimor, maar na hun fort twee maanden belegerd te hebben moest die poging worden opgegeven. Van der Hagen sloot toen een contract met de bevolking tot levering van kruidnagels en grondvestte een fort, genaamd Kasteel van Verre, op de noordkust van Hitoe. De Ambonezen noemden het Kota Warwijck, naar Wybrand van Warwijck, de eerste Nederlandse admiraal die hen bezocht had (met de Tweede Schipvaart). Van der Hagen liet er een garnizoen van 27 vrijwilligers en vijf kanonnen achter.
Op 18 september kwamen ook de Maan en de Morgenster aan op Ambon, met een lading nootmuskaat en foelie. Ze waren in mei in Banda gearriveerd. Hier had Jacob van Heemskerck op de Tweede Schipvaart een aantal kooplieden achtergelaten. De schepen kwamen net op tijd om een vloot van 13 prauwen met zo’n 1500 man uit Tuban te verjagen. De vloot had de Nederlanders uit Banda willen verdrijven.
Op 6 oktober voeren de drie schepen terug naar Bantam. 19 november daar aangekomen troffen ze nog meer Nederlandse schepen aan, van de Vierde Schipvaart van Jacob Wilkens en de Negende Schipvaart van Pieter Both en Paulus van Caerden. De drie vloten besloten gezamenlijk peper in te kopen. Met zijn drie schepen verliet Van der Hagen in januari 1601 de rede van Bantam samen met Both en Wilkens, beide met twee van hun met peper geladen schepen. In september waren de zeven schepen terug bij Texel.
Het garnizoen van het Kasteel van Verre werd drie maanden na de stichting weer gelicht door Cornelis van Heemskerck met de Hollandia en de Overijssel van de Vierde Schipvaart, omdat het geen stand zou kunnen houden tegen een Portugese aanval vanaf Leitimor of Tidore en er inmiddels een flinke hoeveelheid kruidnagels was ingekocht.

### In dienst van de VOC

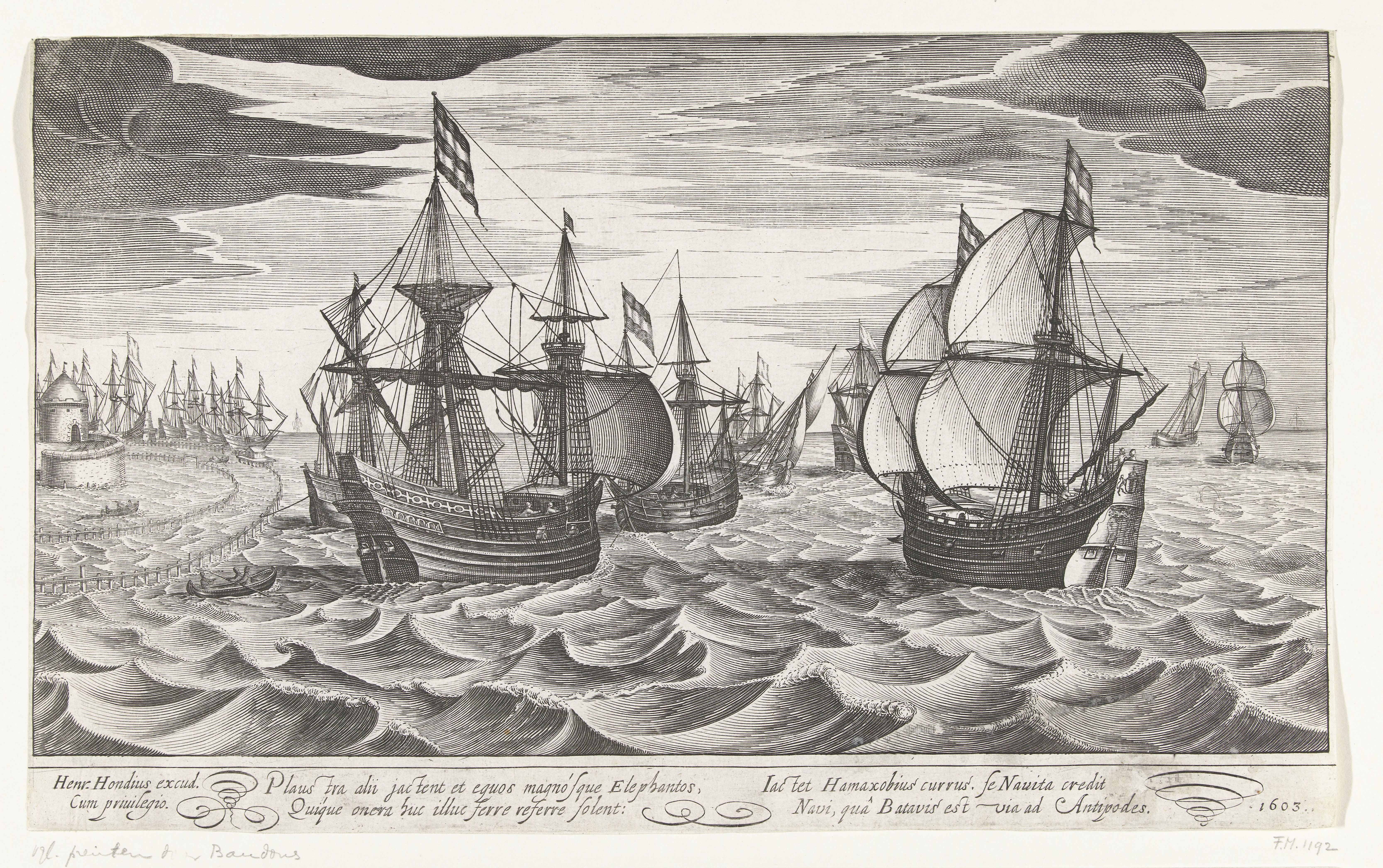
De vloot van Van der Hagen vertrekt uit Amsterdam in 1603.

Eind 1603 werd Van der Hagen benoemd als admiraal op de eerste vloot van de VOC. De schepen waren de Vereenigde Provinciën, met de admiraal Van der Hagen, schipper Simon Jansz. Hoen en opperkoopman Jan Willemsz. Verschoor. De Dordrecht met de viceadmiraal Cornelis Bastiaensz. De Amsterdam met Frederik de Houtman als opperkoopman. De Gelderland met schipper Jan Jansz. Mol, de Hof van Holland, de Zeeland, en de jachten Delft (met schipper Willem Schouten en koopman Paulus van Soldt), Westvriesland, Enkhuizen, Hoorn, Medemblik en de Duyfken, met Willem Jansz als schipper. Later werd nog de Gouda nagezonden. De vloot telde zo'n 1200 opvarenden. Ook aan boord was de jonge Samuel Blommaert. De twaalf schepen, uitgezonden door de kamers van Amsterdam, Hoorn en Enkhuizen lagen twee maanden achter de kust van Engeland te wachten op gunstige wind.

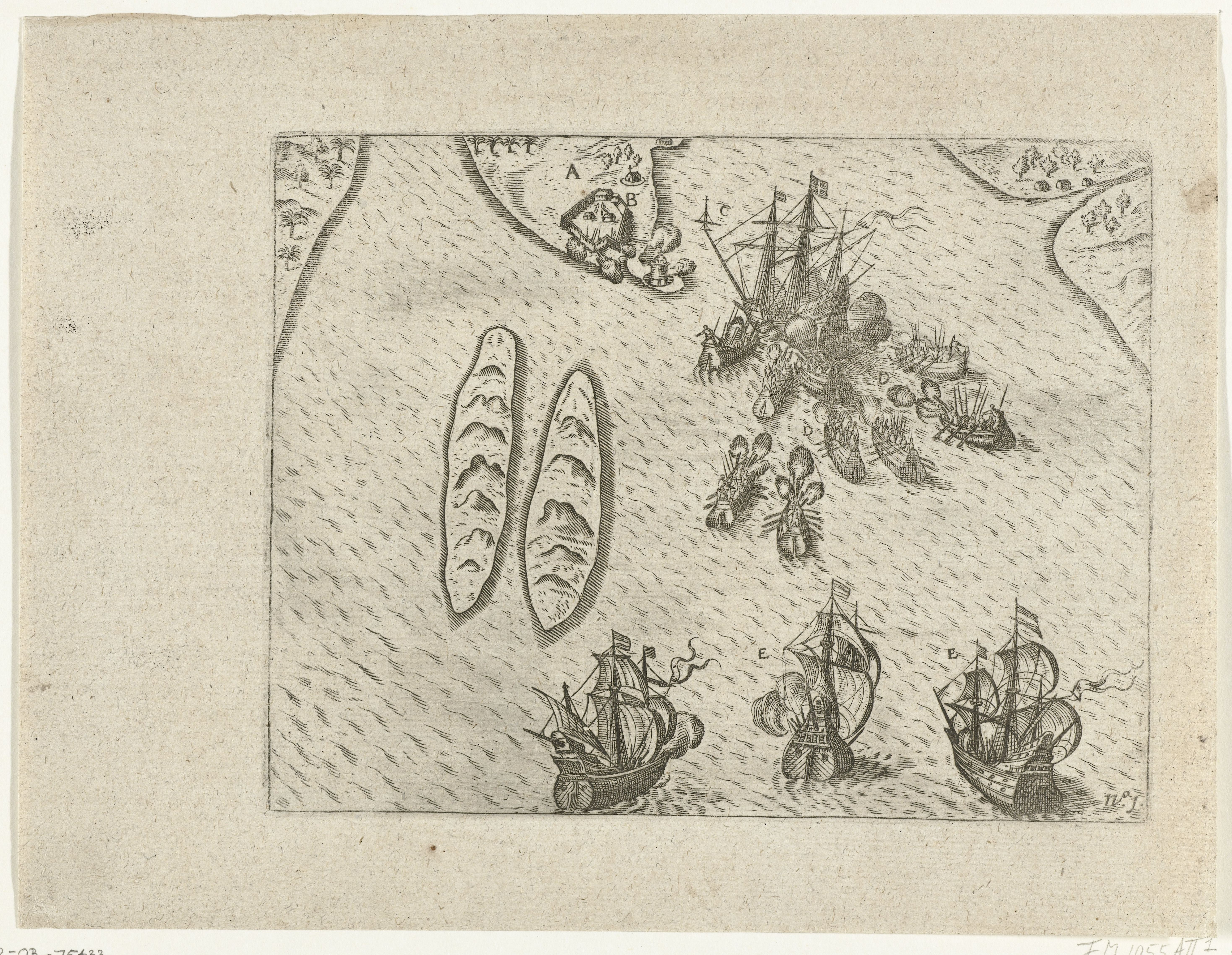
Verovering van een Portugese kraak bij Mozambique.

De VOC was niet alleen opgericht om efficiënter handel te kunnen drijven maar ook om de strijd tegen het Spaanse Rijk ook naar Azië uit te breiden, met grotere en sterkere vloten. Van der Hagen had daarom een geheime instructie meegekregen die hij pas op zee mocht openen. Bij het lezen werd de vlootvoogd uitermate nijdig, want de Heren XVII bevalen hem tegen de Spanjaarden en Portugezen te vechten bij Mozambique en op de kust van India. Ook van de bemanning kwamen veel protesten, aangezien zij als zeelieden waren aangenomen en niet als soldaten.

Volgens de instructie waren de opvarenden verplicht bij aanvallen tot voordedel ende verseeckeringh van den Oostindischen handel terug te slaan, onderweg Portugese kraken te kapen, een bezoek aan Goa te brengen om daar de haven te blokkeren, de Portugezen uit Mozambique (een belangrijk verversingsstation) en uit Malakka (handelsknooppunt tussen Indië en de rest van Azië te verdrijven, en ook de Indische specerijeneilanden van de aanwezigheid van Portugezen te zuiveren. Het was in feite meer een oorlogs- dan een handelsexpeditie, want de ruimen bevatten meer wapens en munitie dan ruilgoederen.

#### Calicut

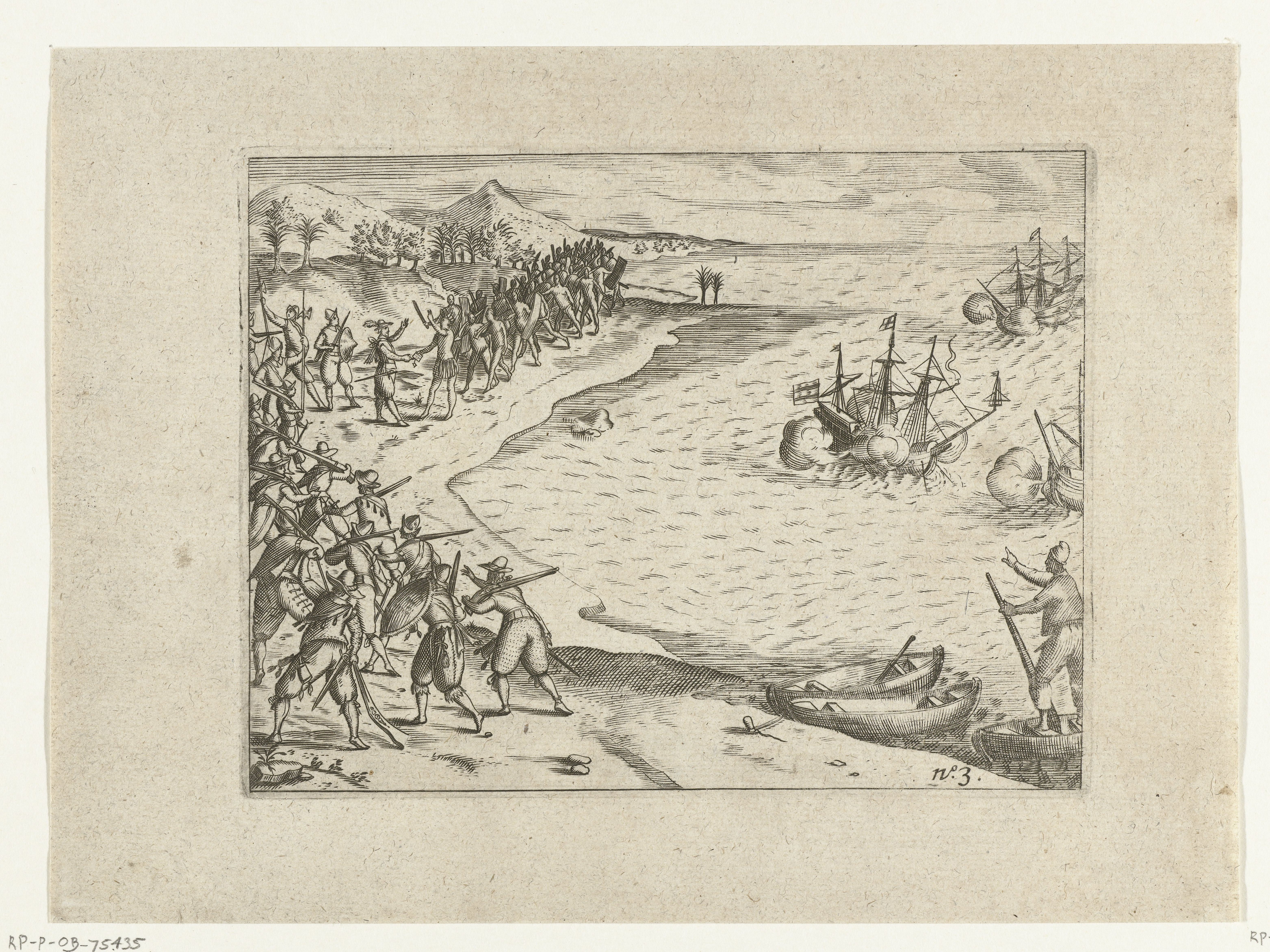
De ontvangst van de vloot in Calicut.

Na een half jaar (30 mei 1604) kwam Kaap de Goede Hoop in zicht. Vervolgens werd een Portugees schip gekaapt, beladen met ivoor. Op 21 september kwamen de schepen in Goa aan; een maand later in Calicut. Van der Hagen beperkte zich verder tot het verdedigen van de vloot als die werd aangevallen. Hij bereikte in Calicut als eerste een politieke overeenkomst met de Indiërs, dat wil zeggen met de samorijn, of 'Keyzer van Malabar', om het de Portugezen moeilijk te maken. Het was 'een vast verbondt, eeuwighe ende onverbreeckelycke alliantie tot verdruckinghe der Portugesen, ende alle hare geassocieerden te verdryven, uyt alle de landen van Zyne Mayesteyt ende oock uyt geheel Indien'. Twintig Portugese fregatten deden een aanval op Van der Hagens vloot, maar zij werden zo ontvangen 'dat hun weldra de Hollandsche spijze niet meer lustte'. De Zeeland en de Enkhuizen voeren hierna naar Suratte, en vestigden daar een factorij.
Omdat Van der Hagen snel naar de specerijeilanden wilde varen liet hij het gezantschap dat namens de sultan van Atjeh een bezoek aan de Republiek had gebracht door het jacht Delft in Atjeh afzetten terwijl hij met de vloot verder voer. De Delft verkende daarna de Coromandelkust. Deze was belangrijk vanwege de daar geproduceerde katoenen weefsels (lijwaten) die in Oost-Indië veel gevraagd werden, en ook voor de handel in edelstenen uit Golkonda. De koopman Paulus van Soldt bezocht het hof van Golkonda en verkreeg daar een firman (vergunning) voor de VOC om handel te drijven en in Masulipatnam en Petapoeli (het huidige Nizampatnam) factorijen te stichten.

#### Ambon

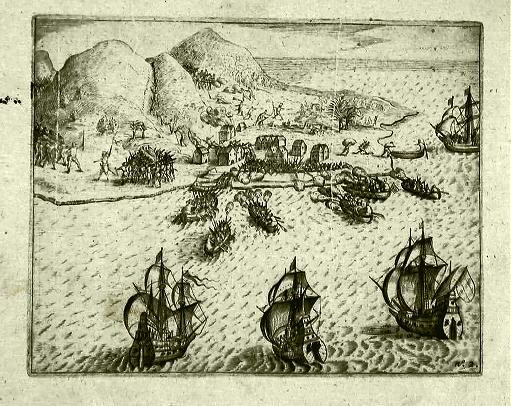
"De aanval van de Hollanders en de Hitu op de Portugezen op Ambon in 1605". Isaac Commelin, 1645.

De rest van de vloot voer door naar Bantam, waar in januari 1605 Jan Willemsz. Verschoor werd aangesteld als nieuw hoofd van de factorij. Van der Hagen trof hier ook een gezantschap uit Ambon aan dat hem om hulp vroeg tegen de Portugezen, die wraak hadden genomen voor de stichting van het Kasteel van Verre. Ook aanwezig waren de vier schepen van Henry Middleton van de Engelse Oost-Indische Compagnie, die voor het eerst op weg waren naar de specerijeilanden. Zij hadden veel zieken aan boord en Van der Hagen hielp hen met levensmiddelen en andere zaken. Doorgevaren naar Ambon voer hij op 23 februari 1605 de baai van Hitoe binnen. Het bleek dat een grote Portugese vloot van Furtado de Mendoza de inwoners gestraft had voor hun verbond met de Nederlanders. De oude kapitein Hitoe en zijn familie waren vermoord. Zijn zoon Tepil was naar Seram gevlucht. Wolfert Harmensz had hen in 1602 niet kunnen helpen omdat zijn schepen al waren volgeladen voor de terugreis. Nu voer Van der Hagen met zijn vloot naar het Portugese fort op Leitimor, en nam ditmaal zonder slag of stoot het fort en de overige Portugese bezittingen in het gebied over, het eerste territoriale bezit der Republiek in Azië. Het fort zou daarom in 1611 door Pieter Both, die het versterkte, Kasteel Victoria worden genoemd.
Van der Hagen stelde Frederik de Houtman aan als eerste gouverneur van Ambon, met een garnizoen van ongeveer 90 man om het bestuur en de rechtspraak te organiseren. Tepil kon terugkeren als nieuwe kapitein Hitoe. Van der Hagen stelde pogingen in het werk de Uli-lima van Hitoe te verzoenen met de Uli-siwa van Leitimor. De onderlinge tegenstellingen waren voor Van der Hagen niet zo duidelijk. Ze waren nog verscherpt door de bekering van een deel van de Uli-lima tot de islam vanuit Java en de bekering van een deel van de Uli-siwa tot het christendom door de Portugezen. Op 12 maart bracht hij naar zijn zeggen 'den generalen pays' tot stand, 'de Mahometisten met de Christenen van Ambonen ende de omleggende eylanden met malcanderen vereenigende'. Naar aanleiding van de nog bestaande praktijken van koppensnellen en kannibalisme schreef Van der Hagen: ‘het is nochtans geen quaat aert van luyden, trouw en oprecht van herten’.

#### Tidore

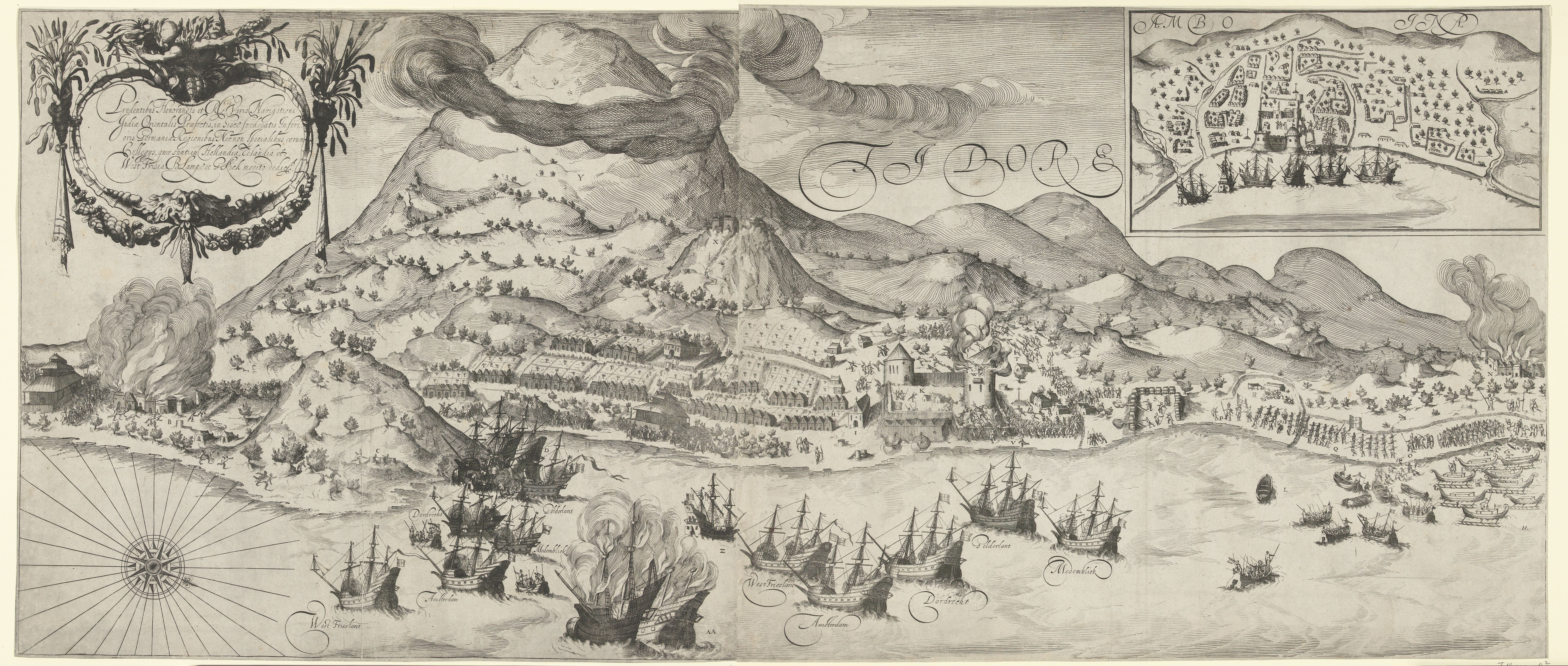
De overwinning op Tidore in 1605.

Van der Hagen stuurde viceadmiraal Cornelis Bastiaansz. met de Amsterdam, Dordrecht, Gelderland, Westvriesland en Medemblik uit om het grote Portugese fort bij Tidore te veroveren, hetgeen na een zware strijd lukte, onder aanvoering van Jan Jansz. Mol, met steun van een vloot kora-kora's van sultan Saidi Berkat van Ternate. Bastiaansz. vertrok hierna met zijn schepen naar Patani en Johor. Hij liet echter een te zwakke bezetting achter, zodat het fort kort daarna weer kon worden heroverd door de Spanjaarden vanuit Manilla.

#### Banda
Van der Hagen voer met de Vereenigde Provinciën door naar Banda, waar bleek dat de door Wolfert Harmensz in 1602 achtergelaten kooplieden waren vermoord. Van der Hagen nam deel aan de volksvergaderingen van de dorpshoofden om de betrekkingen te herstellen. Ook hier kreeg hij te maken met de tegenstelling tussen de Uli-lima en Uli-siwa, hoewel hier allen streng islamitisch waren. Het lukte hem op 12 juli 1605 het door Harmensz gesloten monopolieverdrag voor muskaatnoten en foelie te bevestigen, met vrijheid van godsdienst en wederzijdse hulp tegen vijanden, onder voorwaarde dat als de VOC onvoldoende ruilgoederen aanbracht de Bandanezen ook met andere handelaren zaken konden doen. De koopman Hendrik van Bergel werd op Banda achtergelaten als hoofd van de eerste VOC-factorij. In 1609 zou hij als de eerste gouverneur benoemd worden. Bij Banda verscheen ook het schip Ascension van de vloot van Middleton. Ook de Engelsen kochten muskaatnoten en foelie, tot leedwezen van de Nederlanders, maar de verhoudingen bleven vriendelijk.

#### Terugtocht
Terug op Ambon bleken de manschappen van De Houtman aan het muiten te zijn geslagen, nog steeds omdat ze als zeelieden hadden aangemonsterd en niet als soldaat op Ambon wilden blijven. De Houtman vluchtte naar het schip van Van der Hagen. Deze wist de muiterij echter te sussen met toezeggingen en de leiders ervan gevangen te zetten.
Via Bantam vertrok Van der Hagen met de Vereenigde Provinciën en de Hoorn op 15 oktober 1605 naar de Republiek. De jachten liet hij volgens instructie achter, voor gebruik tussen de eilanden en om nieuwe handelsbronnen op te sporen. De Duyfken werd in november door Verschoor naar het zuiden gezonden, waar schipper Willem Jansz. en koopman Jan van Rosengeyn de eerste Europeanen werden die voet aan land zetten in Australië.
Op Mauritius ontmoette hij in januari 1606 de vloot van elf schepen van Cornelis Matelieff die op weg naar Indië was. Hij bracht hem het laatste nieuws over 'alle Indische saken' en hij kreeg van Matelieff brieven mee voor de Republiek. Op 22 juli was hij terug op de rede van Texel.

#### Nogmaals naar Indië
Terug in de Republiek kocht Van der hagen in 1610 een huis op de Oude Gracht te Utrecht. Op 2 juli 1613 vertrok hij echter opnieuw naar Indië met aan boord van de vloot de nieuwe gouverneur-generaal Gerard Reynst. Deze was bevelhebber, op het schip Hollandia. Admiraal Van der Hagen was tweede man, op het schip Wapen van Amsterdam. De vloot zeilde naar Malabar en Goa om slag te leveren met Moorse zeerovers. Vervolgens is Pieter van den Broecke naar de Rode Zee gestuurd, om in Mocca een factorij op te starten. Na aankomst in Bantam stelde Reynst op 14 november 1614 de Raad van Indië samen. Van der Hagen werd benoemd, samen met Steven Doenssen, Jasper Jansz., Cornelis Dedel en Jan Pieterszoon Coen. Eind oktober 1615 zeilde Van der Hagen met zes schepen naar de Straat van Malakka. Begin 1616 versloeg hij daar drie Portugese schepen; het vierde schip raakte in brand en explodeerde. Deze schepen waren onderdeel van een beoogde Spaans-Portugese vloot onder Don Juan de Silva die vanuit Manilla een aanval had moeten doen op Java, maar die nu afgeblazen werd. Van der Hagen zeilde vervolgens naar de Molukken, voor het geval dat de vloot van De Silva het daarop gemunt had.
Omdat er ontevredenheid ontstond over het bewind van Adriaen Maertensz. Block, die kapitein Hitoe niet had ingeschakeld in de acties tegen de rebellen, werd er een vergadering bijeengeroepen door Van der Hagen. Block werd vervangen, en Van der Hagen nam tijdelijk het bestuur als gouverneur over Ambon over (november 1616 - februari 1618). Nadat op Ambon Herman van Speult was aangesteld en Laurens Reael als gouverneur-generaal was gekozen, voeren hij, Reael en Coen naar Banda Neira om zich te verzamelen voor een beslissende slag om Fort Jacatra. Na de verovering van Jacatra zette Coen de harde lijn van de Heren XVII in, en ging Van der Hagen, met gelijkgezinden als Reael en Artus Gijsels, terug naar de Republiek.

## Terug in Nederland

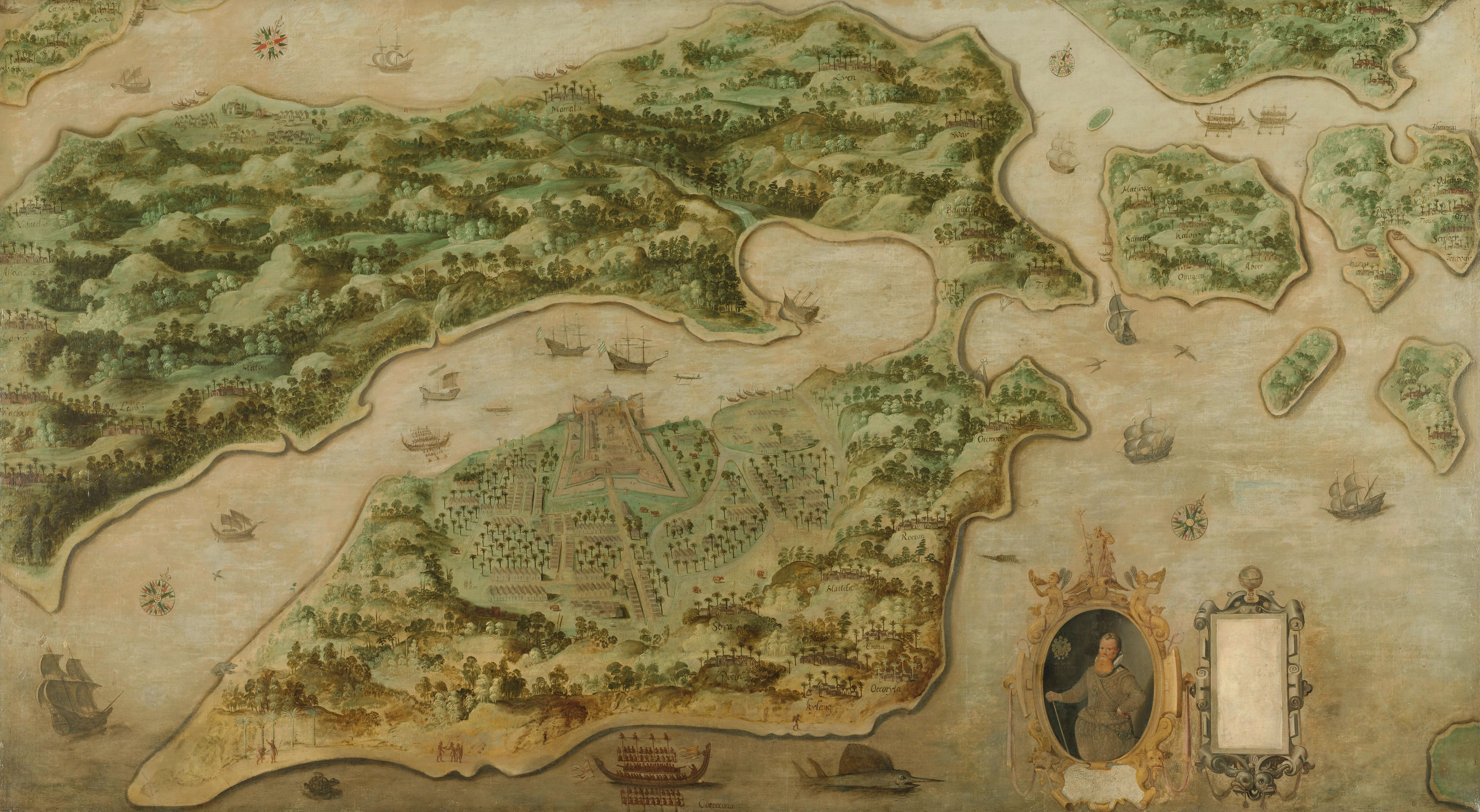
De geschilderde kaart van Ambon met het portret van Frederik de Houtman.

Van der Hagen ontstak in woede toen hij in het Oost-Indisch Huis een kaart van Ambon ontdekte met een portret van Frederik de Houtman. Hij wendde zich daarbij ook tot de Staten-Generaal. Het geschil was een uiting van de politiek-religieuze twisten tussen remonstranten en contraremonstranten in de Republiek in die jaren. De strenge calvinisten hadden toen de kaart gemaakt werd de overhand, terwijl Van der Hagen gematigd was en zelfs verdacht werd van pro-katholieke sympathieën. Van der Hagen kreeg in 1620 toestemming om een nieuwe kaart te laten maken met twee cartouches, gevuld met een portret van hem en van zijn overwinning bij Malakka. Deze is echter nooit gemaakt. Wel werd de lovende tekst over De Houtman van de al gemaakte kaart verwijderd. Van de Heren XVII kreeg hij dat jaar een gouden ketting ter waarde van 2000 carolusgulden. Hij liet zich mogelijk tekenen door Paulus Moreelse. Naar verluidt woonde Van der Hagen op slot Zuylen aan de Vecht. Van der Hagen werd op 25 juli 1624 begraven in Utrecht, geveld door de pest. Van der Hagen was Remonstrantsgezind, zijn zoon Cornelis was getrouwd met Anna Uyttenboogaard.

## Bron en noten
- Journael van de voyagie, gedaen met twaelf scheepen naar Oost-Indien, onder 't beleydt van den heer Steven van der Hagen, waer in verhaelt wordt het veroveren der Portugeesche forten op Amboyna en Tydoor. Mitsgaders de reyse van 't schip Delft, (mede onder des vloot behoorende) van Bantam naer de kuste van Choromandel en andere plaetsen. Hagen, Steven van der / gedr. by Gillis Joosten Saeghman / 1664

- Bibliothèque nationale de France: cb17788550v (data)
- Biografisch Portaal: 55675266
- Digitale Bibliotheek voor de Nederlandse Letteren: hage050
- Gemeinsame Normdatei: 1089536704
- International Standard Name Identifier: 0000 0000 4646 9606
- Library of Congress Control Number: no99041313
- Nederlandse Thesaurus van Auteursnamen: 069882991
- Système universitaire de documentation: 185417760
- Virtual International Authority File: 70149066566365601475